# جرید جفری
جرید جفری (انگلیسی: Jared Jeffrey؛ زادهٔ ۱۴ ژوئن ۱۹۹۰) یک بازیکن فوتبال اهل ایالات متحده آمریکا است.